# Ițhak Orpaz
Ițhak Orpaz (la naștere Auerbach, rusificat Averbach; în ebraică יצחק אוורבוך אורפז, în rusă Ицхак Орпаз; n. 15 octombrie 1921, Zinkiv⁠(d), RSS Ucraineană, URSS – d. 14 august 2015) a fost un scriitor, poet și traducător israelian. A scris preponderent în ebraică.

## Biografie
S-a născut în satul Zinkov (acum în Ucraina) din gubernia Podolia a RSS Ucrainene, URSS. În 1927, familia a părăsit Uniunea Sovietică și s-a stabilit în România, la Lipcani (acum oraș din raionul Briceni, Republica Moldova), unde a și absolvit școala. În 1938, a emigrat de sine stătător în Palestina mandatară, stabilindu-se în Magdiel. În timpul celui de-al doilea război mondial, a făcut parte din Brigada evreiască a armatei britanice în Europa; părinții și sora care au rămas în Basarabia au fost uciși în 1942. În 1946 a fost demobilizat din armata britanică și s-a întors în Palestina. A slujit în corpul de artilerie în timpul războiul arabo-israelian din 1948-1949. A debutat cu o povestire într-un ziar militar în 1949, ulterior, și-a schimbat numele de familie din Auerbach în Orpaz.
A studiat filosofia și literatura ebraică la Universitatea din Tel Aviv. După 13 ani de serviciu în armata israeliană, a obținut un loc de muncă ca redactor de știri de noapte pentru ziarul Al ha-Mishmar. Prima carte de proză „Iarba sălbatică” a fost publicată în 1959. A publicat o serie de romane și nuvele, proză autobiografică și o colecție de poezii. În anii 1970, a tradus și din idiș, iar în 1982 și-a schimbat din nou numele de familie, în Auerbach-Orpaz.